# Copa do Brasil de Futebol de 2024
A Copa do Brasil de 2024 (por questões de patrocínio, Copa Betano do Brasil) foi a 36.ª edição deste torneio de futebol realizado pela Confederação Brasileira de Futebol (CBF), desde 1989. A competição foi disputada de fevereiro a novembro. A partir desta edição não serão garantidas as vagas a partir do ranking da CBF. No total, 80 vagas foram distribuídas nos campeonatos estaduais e 12 vagas foram alocadas através dos campeões regionais (Copa Verde e Copa do Nordeste), campeões da Copa do Brasil e Série B, clubes classificados à Copa Libertadores da América de 2024 e demais vagas via Série A. O clube campeão garantirá vaga na fase de grupos da Copa Libertadores da América de 2025 e na Supercopa Rei de 2025.

## Alocação de equipe por federação
Um total de 92 equipes das 27 federações estaduais do Brasil estão definidas para participar da Copa do Brasil de Futebol de 2024. O Ranking Nacional das Federações (RNF) é utilizado para determinar o número de times alocadas de cada federação, sendo 80 vagas via campeonatos estaduais do ano anterior:
- As federações 1–2 tem seis equipes qualificadas.

- As federações 3–5 tem cinco equipes qualificados.
- As federações 6–14 tem três equipes qualificadas.

- As federações 15–27 tem duas equipes qualificadas.

Além da alocação com base no ranking nacional, doze vagas adicionais são alocadas, conforme o critério observado abaixo:
Critério 1: 12 vagas para os clubes classificados para a CONMEBOL Libertadores 2024, os campeões da Copa do Nordeste, Copa Verde, Campeonato Brasileiro da Série B 2023 e, caso seja necessário para se completar as 12 vagas, os Clubes complementares oriundos do Campeonato Brasileiro da Série A 2023, respeitando a ordem da classificação final. 
Dessa forma, temos para a edição da Copa do Brasil 2024, as seguintes vagas adicionais:
- (Libertadores) - Vaga adicionais para equipes classificadas para a CONMEBOL Libertadores 2024.
- (Copa do Brasil) - Vaga adicional para os detentores do título da Copa do Brasil.
- (Copa do Nordeste) - Vaga adicional para os detentores do título da Copa do Nordeste.
- (Copa Verde) - Vaga adicional para os detentores do título da Copa Verde.
- (Série B) - Vaga adicional para os detentores do título do Campeonato Brasileiro Série B.
- (Série A) - Vaga complementar para a equipe com melhor classificação no Campeonato Brasileiro Série A não classificada para Libertadores 2024.[nota 3]

| Pos. | Federação         | Pontos | Equipes | Notas                                 |
| ---- | ----------------- | ------ | ------- | ------------------------------------- |
| 1    | São Paulo         | 91.397 | 6       | +1 (Copa do Brasil) +2 (Libertadores) |
| 2    | Rio de Janeiro    | 52.969 | 6       | +3 (Libertadores)                     |
| 3    | Minas Gerais      | 41.799 | 5       | +1 (Libertadores)                     |
| 4    | Rio Grande do Sul | 41.190 | 5       | +1 (Libertadores)                     |
| 5    | Paraná            | 34.154 | 5       | +1 (Série A)                          |
| 6    | Ceará             | 27.956 | 3       | +1 (Copa do Nordeste)                 |
| 7    | Goiás             | 25.501 | 3       | +1 (Copa Verde)                       |
| 8    | Santa Catarina    | 24.431 | 3       |                                       |
| 9    | Bahia             | 20.427 | 3       | +1 (Série B)                          |
| 10   | Pernambuco        | 13.898 | 3       |                                       |
| 11   | Alagoas           | 11.743 | 3       |                                       |
| 12   | Mato Grosso       | 10.932 | 3       |                                       |
| 13   | Pará              | 9.437  | 3       |                                       |
| 14   | Maranhão          | 7.389  | 3       |                                       |

| Rank | Federação           | Pontos | Equipes | Notas |
| ---- | ------------------- | ------ | ------- | ----- |
| 15   | Rio Grande do Norte | 6.663  | 2       |       |
| 16   | Paraíba             | 5.631  | 2       |       |
| 17   | Amazonas            | 5.279  | 2       |       |
| 18   | Sergipe             | 4.716  | 2       |       |
| 19   | Piauí               | 4.270  | 2       |       |
| 20   | Distrito Federal    | 3.365  | 2       |       |
| 21   | Espírito Santo      | 2.566  | 2       |       |
| 22   | Acre                | 2.502  | 2       |       |
| 23   | Tocantins           | 1.953  | 2       |       |
| 24   | Roraima             | 1.761  | 2       |       |
| 25   | Mato Grosso do Sul  | 1.401  | 2       |       |
| 26   | Rondônia            | 1.293  | 2       |       |
| 27   | Amapá               | 1.211  | 2       |       |

Ranking de 8 de Dezembro de 2023

## Equipes classificadas

### Estaduais,copase seletivas
| Estado              | Clube               | Forma de Entrada                           |
| ------------------- | ------------------- | ------------------------------------------ |
| Acre                | Rio Branco-AC       | Campeão do Estadual 2023                   |
| Acre                | Humaitá             | Vice-campeão do Estadual 2023              |
| Alagoas             | CRB                 | Campeão do Estadual 2023                   |
| Alagoas             | ASA                 | Vice-campeão do Estadual 2023              |
| Alagoas             | Murici              | Vencedor da seletiva para a Copa do Brasil |
| Amapá               | Trem                | Campeão do Estadual 2023                   |
| Amapá               | Independente-AP     | Vice-campeão do Estadual 2023              |
| Amazonas            | Amazonas            | Campeão do Estadual 2023                   |
| Amazonas            | Manauara            | Vice-campeão do Estadual 2023              |
| Bahia               | Bahia               | Campeão do Estadual 2023                   |
| Bahia               | Jacuipense          | Vice-campeão do Estadual 2023              |
| Bahia               | Itabuna             | 3.º colocado do Estadual 2023              |
| Ceará               | Fortaleza           | Campeão do Estadual 2023                   |
| Ceará               | Iguatu              | 3.º colocado do Estadual 2023              |
| Ceará               | Ferroviário         | Vice-campeão da Copa Fares Lopes de 2023   |
| Distrito Federal    | Real Brasília       | Campeão do Metropolitano 2023              |
| Distrito Federal    | Brasiliense         | Vice-campeão do Metropolitano 2023         |
| Espírito Santo      | Real Noroeste       | Campeão do Estadual 2023                   |
| Espírito Santo      | Nova Venécia        | Vice-campeão do Estadual 2023              |
| Goiás               | Atlético Goianiense | Campeão do Estadual 2023                   |
| Goiás               | Aparecidense        | 3.º colocado do Estadual 2023              |
| Goiás               | Anápolis            | 4.º colocado do Estadual 2023              |
| Maranhão            | Maranhão            | Campeão do Estadual 2023                   |
| Maranhão            | Moto Club           | Vice-campeão do Estadual 2023              |
| Maranhão            | Sampaio Corrêa      | 3.º colocado do Estadual 2023              |
| Mato Grosso         | Cuiabá              | Campeão do Estadual 2023                   |
| Mato Grosso         | União Rondonópolis  | Vice-campeão do Estadual 2023              |
| Mato Grosso         | Operário VG         | 3.º colocado da Copa FMF de 2023           |
| Mato Grosso do Sul  | Costa Rica          | Campeão do Estadual 2023                   |
| Mato Grosso do Sul  | Operário-MS         | Vice-campeão do Estadual 2023              |
| Minas Gerais        | América Mineiro     | Vice-campeão do Estadual 2023              |
| Minas Gerais        | Athletic            | 3.º colocado do Estadual 2023              |
| Minas Gerais        | Cruzeiro            | 4.º colocado do Estadual 2023              |
| Minas Gerais        | Villa Nova          | 5.º colocado do Estadual 2023              |
| Minas Gerais        | Tombense            | Campeão do Troféu Incofidência             |
| Pará                | Águia de Marabá     | Campeão do Estadual 2023                   |
| Pará                | Remo                | Vice-campeão do Estadual 2023              |
| Pará                | Paysandu            | 3.º colocado do Estadual 2023              |
| Paraíba             | Treze               | Campeão do Estadual 2023                   |
| Paraíba             | Sousa               | Vice-campeão do Estadual 2023              |
| Paraná              | FC Cascavel         | Vice-campeão do Estadual 2023              |
| Paraná              | Operário-PR         | 3.º colocado do Estadual 2023              |
| Paraná              | Maringá             | 4.º colocado do Estadual 2023              |
| Paraná              | Coritiba            | 5.º colocado do Estadual 2023              |
| Paraná              | Cianorte            | 6.º colocado do Estadual 2023              |
| Pernambuco          | Sport               | Campeão do Estadual 2023                   |
| Pernambuco          | Retrô               | Vice-campeão do Estadual 2023              |
| Pernambuco          | Petrolina           | 3.º colocado do Estadual 2023              |
| Piauí               | River-PI            | Campeão do Estadual 2023                   |
| Piauí               | Fluminense-PI       | Vice-campeão do Estadual 2023              |
| Rio de Janeiro      | Vasco da Gama       | 3.º colocado do Estadual 2023              |
| Rio de Janeiro      | Volta Redonda       | 4.º colocado do Estadual 2023              |
| Rio de Janeiro      | Audax Rio           | 6.º colocado do Estadual 2023              |
| Rio de Janeiro      | Nova Iguaçu         | 7.º colocado do Estadual 2023              |
| Rio de Janeiro      | Portuguesa-RJ       | 8.º colocado do Estadual 2023              |
| Rio de Janeiro      | Olaria              | Vice-campeão da Copa Rio de 2023           |
| Rio Grande do Norte | América de Natal    | Campeão do Estadual 2023                   |
| Rio Grande do Norte | ABC                 | Vice-campeão do Estadual 2023              |
| Rio Grande do Sul   | Caxias              | Vice-campeão do Estadual 2023              |
| Rio Grande do Sul   | Internacional       | 3.º colocado do Estadual 2023              |
| Rio Grande do Sul   | Ypiranga de Erechim | 4.º colocado do Estadual 2023              |
| Rio Grande do Sul   | Juventude           | 5.º colocado do Estadual 2023              |
| Rio Grande do Sul   | São Luiz            | Campeão da Copa FGF 2023                   |
| Rondônia            | Porto Velho         | Campeão do Estadual 2023                   |
| Rondônia            | Ji-Paraná           | Vice-campeão do Estadual 2023              |
| Roraima             | São Raimundo-RR     | Campeão do Estadual 2023                   |
| Roraima             | GAS                 | Vice-campeão do Estadual 2023              |
| Santa Catarina      | Criciúma            | Campeão do Estadual 2023                   |
| Santa Catarina      | Brusque             | Vice-campeão do Estadual 2023              |
| Santa Catarina      | Marcílio Dias       | Campeão da Copa Santa Catarina 2023        |
| São Paulo           | Água Santa          | Vice-campeão do Estadual 2023              |
| São Paulo           | Ituano              | 4.º colocado do Estadual 2023              |
| São Paulo           | São Bernardo        | 5.º colocado do Estadual 2023              |
| São Paulo           | Corinthians         | 7.º colocado do Estadual 2023              |
| São Paulo           | Botafogo-SP         | 8.º colocado do Estadual 2023              |
| São Paulo           | Portuguesa Santista | Campeão da Copa Paulista 2023              |
| Sergipe             | Itabaiana           | Campeão do Estadual 2023                   |
| Sergipe             | Confiança           | Vice-campeão do Estadual 2023              |
| Tocantins           | Tocantinópolis      | Campeão do Estadual 2023                   |
| Tocantins           | Capital-TO          | Vice-campeão do Estadual 2023              |

### Classificados diretamente à terceira fase
| Estado            | Clube                | Forma de classificação                     |
| ----------------- | -------------------- | ------------------------------------------ |
| Bahia             | Vitória              | Campeão da Série B de 2023                 |
| Ceará             | Ceará                | Campeão da Copa do Nordeste 2023           |
| Goiás             | Goiás                | Campeão da Copa Verde 2023                 |
| Minas Gerais      | Atlético Mineiro     | 3.º colocado do Campeonato Brasileiro 2023 |
| Paraná            | Athletico Paranaense | 8.º colocado do Campeonato Brasileiro 2023 |
| Rio de Janeiro    | Botafogo             | 5.º colocado do Campeonato Brasileiro 2023 |
| Rio de Janeiro    | Flamengo             | 4.º colocado do Campeonato Brasileiro 2023 |
| Rio de Janeiro    | Fluminense           | Campeão da Copa Libertadores 2023          |
| Rio Grande do Sul | Grêmio               | Vice-campeão do Campeonato Brasileiro 2023 |
| São Paulo         | Palmeiras            | Campeão do Campeonato Brasileiro 2023      |
| São Paulo         | Red Bull Bragantino  | 6.º colocado do Campeonato Brasileiro 2023 |
| São Paulo         | São Paulo            | Campeão da Copa do Brasil 2023             |

## Calendário
Um calendário preliminar foi divulgado pela CBF, em 31 de outubro de 2023. Em 5 de janeiro, a CBF divulgou o calendário básico da competição, confirmando o calendário preliminar:
| Fase             | Jogo único                                                            | Jogo único                                                            |
| ---------------- | --------------------------------------------------------------------- | --------------------------------------------------------------------- |
| Primeira fase    | Semana 1: 20 a 22 de fevereiro Semana 2: 27 de fevereiro a 4 de março | Semana 1: 20 a 22 de fevereiro Semana 2: 27 de fevereiro a 4 de março |
| Segunda fase     | Semana 1: 5 a 7 de março Semana 2: 12 a 14 de março                   | Semana 1: 5 a 7 de março Semana 2: 12 a 14 de março                   |
| Fase             | Ida                                                                   | Volta                                                                 |
| Terceira fase    | 1 de maio                                                             | 22 de maio                                                            |
| Oitavas de final | 31 de julho                                                           | 7 de agosto                                                           |
| Quartas de final | 28 de agosto                                                          | 12 de setembro                                                        |
| Semifinais       | 2 de outubro                                                          | 17 de outubro                                                         |
| Finais           | 3 de novembro                                                         | 10 de novembro                                                        |

## Fases iniciais

### Sorteio
Os 80 clubes classificados para a competição foram divididos em oito potes (A a H) com dez clubes cada, de acordo com o ranking da CBF. A partir daí, os cruzamentos entre os potes foram os seguintes: A x E; B x F; C x G e D x H. A primeira fase será realizada em partida única, com a equipe pior colocada no ranking jogando em casa e a melhor tendo a vantagem do empate.
O sorteio foi realizado em 30 de janeiro, às 15 horas, na sede da CBF no Rio de Janeiro, e definiu definir os cruzamentos das duas primeiras fases da competição, além dos mandos de campo da segunda fase.

#### Potes do sorteio
Abaixo os potes de sorteio da competição com a classificação do clube no ranking da CBF entre parênteses:
| Primeira Fase | Primeira Fase | Primeira Fase | Primeira Fase |
| Pote A | Pote B | Pote C | Pote D |
| --- | --- | --- | --- |
| - Corinthians (6) - Fortaleza (9) - América Mineiro (10) - Internacional (11) - Bahia (13) - Atlético Goianiense (16) - Cruzeiro (17) - Cuiabá (19) - Coritiba (21) - Vasco da Gama (22) | - Juventude (23) - Sport (24) - CRB (26) - Criciúma (30) - Sampaio Corrêa (33) - Tombense (35) - Ituano (36) - Operário-PR (39) - ABC (40) - Remo (41)                     | - Botafogo-SP (42) - Brusque (43) - Paysandu (44) - Volta Redonda (48) - Ypiranga de Erechim (49) - Confiança (51) - Ferroviário (53) - Brasiliense (57) - América de Natal (58) - Aparecidense (61) | - Amazonas (66) - São Raimundo-RR (67) - Jacuipense (68) - Tocantinópolis (69) - Portuguesa-RJ (72) - Retrô (73) - Caxias (74) - FC Cascavel (75) - São Bernardo (76) - Nova Iguaçu (78) |
| Pote E | Pote F | Pote G | Pote H |
| - ASA (83) - Real Noroeste (84) - União Rondonópolis (85) - Moto Club (86) - Maringá (89) - Sousa (90) - Fluminense-PI (91) - Águia de Marabá (92) - Cianorte (93) - Marcílio Dias (94)  | - Operário VG (96) - Humaitá (98) - Trem (98) - São Luiz (103) - Treze (107) - Operário-MS (108) - Porto Velho (116) - Anápolis (117) - Rio Branco-AC (118) - Iguatu (122) | - Athletic (123) - Nova Venécia (129) - Maranhão (135) - Itabaiana (152) - Costa Rica (159) - Murici (175) - River-PI (179) - GAS (195) - Villa Nova (204) - Ji-Paraná (204)                         | - Real Brasília (221) - Água Santa (—) - Portuguesa Santista (—) - Audax Rio (—) - Olaria (—) - Itabuna (—) - Petrolina (—) - Manauara (—) - Capital-TO (—) - Independente-AP (—)        |

### Primeira fase
A primeira fase será disputada por 80 equipes, em partida única. As equipes mais bem sucedidas no ranking da CBF serão as visitantes e terão a vantagem do empate. Os confrontos dessa fase foram definidos através do sorteio.
Em itálico, as equipes que possuem o mando de campo no confronto e em negrito as equipes classificadas.
| Equipe 1            | Resultado | Equipe 2            |
| ------------------- | --------- | ------------------- |
| Sousa               | 2–0       | Cruzeiro            |
| Petrolina           | 3–2       | FC Cascavel         |
| Anápolis            | 1–0       | Tombense            |
| Nova Venécia        | 1–2       | Botafogo-SP         |
| Cianorte            | 0–3       | Corinthians         |
| Olaria              | 0–1       | São Bernardo        |
| Humaitá             | 1–1       | Sampaio Corrêa      |
| Maranhão            | 1–2       | Ferroviário         |
| Fluminense-PI       | 0−3       | Fortaleza           |
| Manauara            | 1–2       | Retrô               |
| Porto Velho         | 1–0       | Remo                |
| River-PI            | 1–1       | Ypiranga de Erechim |
| Real Noroeste       | 1–4       | Cuiabá              |
| Audax Rio           | 0–0       | Portuguesa-RJ       |
| Treze               | 1–1       | ABC                 |
| GAS                 | 0–1       | Brusque             |
| Maringá             | 2–0       | América Mineiro     |
| Independente-AP     | 0–1       | Amazonas            |
| Operário-MS         | 0–0       | Operário-PR         |
| Villa Nova          | 1–0       | Aparecidense        |
| Moto Club           | 0–4       | Bahia               |
| Portuguesa Santista | 0–1       | Caxias              |
| Trem                | 0–4       | Sport               |
| Murici              | 2–1       | Confiança           |
| Marcílio Dias       | 1–3       | Vasco da Gama       |
| Água Santa          | 2–1       | Jacuipense          |
| São Luiz            | 2–1       | Ituano              |
| Costa Rica          | 1–2       | América de Natal    |
| União Rondonópolis  | 1–3       | Atlético Goianiense |
| Real Brasília       | 2–1       | São Raimundo-RR     |
| Rio Branco-AC       | 0–0       | CRB                 |
| Athletic            | 1–0       | Volta Redonda       |
| Águia de Marabá     | 3–2       | Coritiba            |
| Capital-TO          | 2–1       | Tocantinópolis      |
| Operário VG         | 0–0       | Criciúma            |
| Itabaiana           | 0–1       | Brasiliense         |
| ASA                 | 0–2       | Internacional       |
| Itabuna             | 0–8       | Nova Iguaçu         |
| Iguatu              | 0–0       | Juventude           |
| Ji-Paraná           | 0–0       | Paysandu            |

### Segunda fase
A segunda fase será disputada pelas 40 equipes vencedoras da fase anterior, em partida única. Em caso de empate a vaga será decidida na disputa por pênaltis. Os confrontos desta fase seguirão os chaveamentos predeterminados na fase anterior.
Em itálico, as equipes que possuem o mando de campo no confronto e em negrito as equipes classificadas.
| Equipe 1            | Resultado   | Equipe 2            |
| ------------------- | ----------- | ------------------- |
| Sousa               | 1–0         | Petrolina           |
| Botafogo-SP         | 2–1         | Anápolis            |
| São Bernardo        | 0–2         | Corinthians         |
| Sampaio Corrêa      | 0–0 (5–3 p) | Ferroviário         |
| Fortaleza           | 0–0 (3–2 p) | Retrô               |
| Ypiranga de Erechim | 2–0         | Porto Velho         |
| Portuguesa-RJ       | 0–0 (3–4 p) | Cuiabá              |
| ABC                 | 1–1 (4–5 p) | Brusque             |
| Maringá             | 0–1         | Amazonas            |
| Villa Nova          | 0–2         | Operário-PR         |
| Caxias              | 2–2 (5–6 p) | Bahia               |
| Sport               | 1–1 (5–4 p) | Murici              |
| Vasco da Gama       | 3–3 (4–1 p) | Água Santa          |
| América de Natal    | 3–0         | São Luiz            |
| Real Brasília       | 1–3         | Atlético Goianiense |
| CRB                 | 2–0         | Athletic            |
| Águia de Marabá     | 3–0         | Capital-TO          |
| Brasiliense         | 1–1 (1–3 p) | Criciúma            |
| Nova Iguaçu         | 0–2         | Internacional       |
| Juventude           | 3–1         | Paysandu            |

### Terceira fase
Foi disputada pelas 20 equipes vencedoras da fase anterior mais os 12 clubes que entram diretamente nessa fase. Em caso de empate a vaga foi decidida na disputa por pênaltis. Os 32 clubes classificados foram divididos em dois blocos de acordo com a posição do Ranking da CBF e foram definidos em sorteio público, realizado em 17 de abril de 2024, na sede da CBF.
| Pote 1 | Pote 2 |
| --- | --- |
| Flamengo (1) Palmeiras (2) São Paulo (3) Athletico Paranaense (4) Atlético Mineiro (5) Corinthians (6) Fluminense (7) Grêmio (8) Fortaleza (9) Internacional (11) Bahia (13) Botafogo (14) Red Bull Bragantino (15) Atlético Goianiense (16) Ceará (18) Cuiabá (19) | Goiás (20) Vasco da Gama (22) Juventude (23) Sport (24) CRB (26) Vitória (28) Criciúma (30) Sampaio Corrêa (33) Operário-PR (39) Botafogo-SP (42) Brusque (43) Ypiranga de Erechim (49) América de Natal (58) Amazonas (66) Sousa (90) Águia de Marabá (92) |

Em itálico, as equipes que possuem o mando de campo no primeiro jogo e em negrito as equipes classificadas.
| Equipe 1            | Total       | Equipe 2             | 1.º jogo | 2.º jogo |
| ------------------- | ----------- | -------------------- | -------- | -------- |
| Operário-PR         | 1–3         | Grêmio               | 0–0      | 1–3      |
| Bahia               | 3–0         | Criciúma             | 1–0      | 2–0      |
| Sampaio Corrêa      | 0–4         | Fluminense           | 0–2      | 0–2      |
| Sousa               | 1–4         | Red Bull Bragantino  | 1–1      | 0–3      |
| Goiás               | 1–1 (3–1 p) | Cuiabá               | 1–0      | 0–1      |
| Botafogo            | 3–1         | Vitória              | 1–0      | 2–1      |
| Fortaleza           | 3–3 (4–5 p) | Vasco da Gama        | 0–0      | 3–3      |
| Flamengo            | 2–0         | Amazonas             | 1–0      | 1–0      |
| Águia de Marabá     | 1–5         | São Paulo            | 1–3      | 0–2      |
| Palmeiras           | 2–1         | Botafogo-SP          | 2–1      | 0–0      |
| Ypiranga de Erechim | 2–4         | Athletico Paranaense | 2–1      | 0–3      |
| Internacional       | 2–3         | Juventude            | 1–2      | 1–1      |
| CRB                 | 2–0         | Ceará                | 1–0      | 1–0      |
| América de Natal    | 2–4         | Corinthians          | 1–2      | 1–2      |
| Brusque             | 2–5         | Atlético Goianiense  | 0–1      | 2–4      |
| Atlético Mineiro    | 2–1         | Sport                | 2–0      | 0–1      |

## Fase final

### Oitavas de final
As oitavas de final foram disputadas pelas 16 equipes pré-classificadas com os confrontos definidos em sorteio. Jogaram partidas eliminatórias de ida e volta. Em caso de empate no placar agregado, a vaga foi definida na disputa por pênaltis.

#### Sorteio
Nesta fase, todas as 16 equipes classificadas foram colocadas em pote único, sem restrição de cruzamentos. O sorteio das oitavas de final foi realizado em 18 de julho, às 14 horas, na sede da entidade, no Rio de Janeiro. As partidas aconteceram entre 31 de julho e 8 de agosto.
| Pote único |
| --- |
| Flamengo (1) Palmeiras (2) São Paulo (3) Athletico Paranaense (4) Atlético Mineiro (5) Corinthians (6) Fluminense (7) Grêmio (8) Bahia (13) Botafogo (14) Red Bull Bragantino (15) Atlético Goianiense (16) Goiás (20) Vasco da Gama (22) Juventude (23) CRB (26) |

#### Confrontos
Em itálico, as equipes que possuem o mando de campo no primeiro jogo e em negrito as equipes classificadas.
| Equipe 1             | Total       | Equipe 2            | 1.º jogo | 2.º jogo |
| -------------------- | ----------- | ------------------- | -------- | -------- |
| Flamengo             | 2–1         | Palmeiras           | 2–0      | 0–1      |
| Atlético Goianiense  | 1–2         | Vasco da Gama       | 1–1      | 0–1      |
| Athletico Paranaense | 5–2         | Red Bull Bragantino | 2–0      | 3–2      |
| São Paulo            | 2–0         | Goiás               | 2–0      | 0–0      |
| CRB                  | 2–5         | Atlético Mineiro    | 2–2      | 0–3      |
| Botafogo             | 1–2         | Bahia               | 1–1      | 0–1      |
| Corinthians          | 0–0 (3–1 p) | Grêmio              | 0–0      | 0–0      |
| Juventude            | 5–4         | Fluminense          | 3–2      | 2–2      |

### Quartas de final
As quartas de final serão disputadas pelas oito equipes pré-classificadas com os confrontos definidos em sorteio. Jogarão partidas eliminatórias de ida e volta. Em caso de empate no placar agregado, a vaga será definida na disputa por pênaltis.

#### Sorteio
Nesta fase, assim como na fase anterior, não houve separação de potes. Todas as oito equipes vencedoras das oitavas de final foram colocadas em pote único, sem restrição de cruzamentos. O sorteio foi definido e realizado, pela CBF, em 20 de agosto, a partir das 15 horas, na sede da entidade. As partidas acontecerão entre 28 e 29 de agosto e 11 e 12 de setembro.
| Pote único |
| --- |
| Flamengo (1) São Paulo (3) Athletico Paranaense (4) Atlético Mineiro (5) Corinthians (6) Bahia (13) Vasco da Gama (22) Juventude (23) |

#### Confrontos
Em itálico, as equipes que possuem o mando de campo no primeiro jogo e em negrito as equipes classificadas.
| Equipe 1      | Total       | Equipe 2             | 1.º jogo | 2.º jogo |
| ------------- | ----------- | -------------------- | -------- | -------- |
| Vasco da Gama | 3–3 (5–4 p) | Athletico Paranaense | 2–1      | 1–2      |
| São Paulo     | 0–1         | Atlético Mineiro     | 0–1      | 0–0      |
| Bahia         | 0–2         | Flamengo             | 0–1      | 0–1      |
| Juventude     | 3–4         | Corinthians          | 2–1      | 1–3      |

### Semifinal

#### Sorteio
A partir desta fase, apenas os mandos de campo são sorteados, já que os confrontos foram definidos na fase anterior e aconteceu em 20 de setembro, sexta-feira, às 14 horas, na sede da CBF, no Rio de Janeiro. Foram 10 bolas — numeradas de 1 a 10 — em pote único indicando números pares para mandos de campos da partida de ida para Atlético-MG e Flamengo e números ímpares para mando de campo de Corinthians e Vasco da Gama. O bola sorteada foi a com o número "8" e, portando, mando de campo de ida para Atlético-MG e Flamengo. Os jogos de ida estão marcados para 2 de outubro e os de volta, para 19 e 20 de outubro.

#### Confrontos
Em itálico, as equipes que possuem o mando de campo no primeiro jogo e em negrito as equipes classificadas.
| Equipe 1         | Total | Equipe 2      | 1.º jogo | 2.º jogo |
| ---------------- | ----- | ------------- | -------- | -------- |
| Atlético Mineiro | 3–2   | Vasco da Gama | 2–1      | 1–1      |
| Flamengo         | 1–0   | Corinthians   | 1–0      | 0–0      |

### Final

#### Sorteio
Para a final, apenas os mandos de campo foram sorteados, em 24 de outubro, na sede da CBF. As partidas estão marcadas para 3 e 10 de outubro, ambas às 16 horas, em dois domingos. O campeão levará prêmio de 73,5 milhões de reais e o vice-campeão, de 31,5 milhões de reais.

#### Confrontos
Primeiro jogo
| 3 de novembro | Flamengo                                     | 3 – 1                                 | Atlético Mineiro | Estádio do Maracanã, Rio de Janeiro                                             |
| 16:00 (UTC−3) | De Arrascaeta 11' · Gabriel Barbosa 39', 74' | Súmula (CBF) Boletim financeiro (CBF) | Alan Kardec 79'  | Público: 61 305 Renda: R$ 15 692 580,00 Árbitro: RS Rafael Rodrigo Klein (FIFA) |

|  | Flamengo |  | Atlético-MG |  |

Segundo jogo
| 10 de novembro | Atlético Mineiro | 0 – 1                           | Flamengo          | Arena MRV, Belo Horizonte                                                |
| 16:00 (UTC−3)  |                  | Súmula Boletim financeiro (CBF) | Gonzalo Plata 82' | Público: 44 876 Renda: R$ 10 410 129,58 Árbitro: SP Raphael Claus (FIFA) |

|  | Atlético-MG |  | Flamengo |  |

### Tabela até a final
Em itálico, as equipes que possuem o mando de campo no primeiro jogo do confronto e em negrito as equipes classificadas.
|  | Quartas de final              | Quartas de final              | Quartas de final              | Quartas de final              |   |                  | Semifinais        | Semifinais        | Semifinais        | Semifinais        |  |          | Final              | Final              | Final              | Final              |  |  |
|  | 28 de agosto a 12 de setembro | 28 de agosto a 12 de setembro | 28 de agosto a 12 de setembro | 28 de agosto a 12 de setembro |   |                  | 2 a 20 de outubro | 2 a 20 de outubro | 2 a 20 de outubro | 2 a 20 de outubro |  |          | 3 e 10 de novembro | 3 e 10 de novembro | 3 e 10 de novembro | 3 e 10 de novembro |  |  |
|  |                               |                               |                               |                               |   |                  |                   |                   |                   |                   |  |          |                    |                    |                    |                    |  |  |
|  | Bahia                         | 0                             | 0                             | 0                             |   |                  |                   |                   |                   |                   |  |          |                    |                    |                    |                    |  |  |
|  | Flamengo                      | 1                             | 1                             | 2                             |   |                  |                   |                   |                   |                   |  |          |                    |                    |                    |                    |  |  |
|  | Flamengo                      | 1                             | 1                             | 2                             |   | Flamengo         | 1                 | 0                 | 1                 |                   |  |          |                    |                    |                    |                    |  |  |
|  |                               |                               |                               |                               |   | Flamengo         | 1                 | 0                 | 1                 |                   |  |          |                    |                    |                    |                    |  |  |
|  |                               | Corinthians                   | 0                             | 0                             | 0 |                  |                   |                   |                   |                   |  |          |                    |                    |                    |                    |  |  |
|  | Juventude                     | Corinthians                   | 0                             | 0                             | 0 | 2                | 1                 | 3                 |                   |                   |  |          |                    |                    |                    |                    |  |  |
|  | Juventude                     |                               |                               |                               |   | 2                | 1                 | 3                 |                   |                   |  |          |                    |                    |                    |                    |  |  |
|  | Corinthians                   | 1                             | 3                             | 4                             |   |                  |                   |                   |                   |                   |  |          |                    |                    |                    |                    |  |  |
|  | Corinthians                   | 1                             | 3                             | 4                             |   |                  |                   |                   |                   |                   |  | Flamengo | 3                  | 1                  | 4                  |                    |  |  |
|  |                               |                               |                               |                               |   |                  |                   |                   |                   |                   |  | Flamengo | 3                  | 1                  | 4                  |                    |  |  |
|  |                               | Atlético Mineiro              | 1                             | 0                             | 1 |                  |                   |                   |                   |                   |  |          |                    |                    |                    |                    |  |  |
|  | São Paulo                     | Atlético Mineiro              | 1                             | 0                             | 1 | 0                | 0                 | 0                 |                   |                   |  |          |                    |                    |                    |                    |  |  |
|  | São Paulo                     |                               |                               |                               |   | 0                | 0                 | 0                 |                   |                   |  |          |                    |                    |                    |                    |  |  |
|  | Atlético Mineiro              | 1                             | 0                             | 1                             |   |                  |                   |                   |                   |                   |  |          |                    |                    |                    |                    |  |  |
|  | Atlético Mineiro              | 1                             | 0                             | 1                             |   | Atlético Mineiro | 2                 | 1                 | 3                 |                   |  |          |                    |                    |                    |                    |  |  |
|  |                               |                               |                               |                               |   | Atlético Mineiro | 2                 | 1                 | 3                 |                   |  |          |                    |                    |                    |                    |  |  |
|  |                               | Vasco da Gama                 | 1                             | 1                             | 2 |                  |                   |                   |                   |                   |  |          |                    |                    |                    |                    |  |  |
|  | Vasco da Gama (pen)           | Vasco da Gama                 | 1                             | 1                             | 2 | 2                | 1                 | 3 (5)             |                   |                   |  |          |                    |                    |                    |                    |  |  |
|  | Vasco da Gama (pen)           |                               |                               |                               |   | 2                | 1                 | 3 (5)             |                   |                   |  |          |                    |                    |                    |                    |  |  |
|  | Athletico Paranaense          | 1                             | 2                             | 3 (4)                         |   |                  |                   |                   |                   |                   |  |          |                    |                    |                    |                    |  |  |

## Premiação
| Copa do Brasil de Futebol de 2024 |
| Rio de Janeiro                    |
| --------------------------------- |
| FLAMENGO Campeão (5.º título)     |

## Público
Maiores públicos
Estes são os dez maiores públicos do campeonato:
| Nº | Público | Mandante    | Placar | Visitante        | Estádio           | Data           | Fase      | Ref.   |
| -- | ------- | ----------- | ------ | ---------------- | ----------------- | -------------- | --------- | ------ |
| 1  | 61 305  | Flamengo    | 3–1    | Atlético Mineiro | Maracanã          | 3 de novembro  | Final     | [ 25 ] |
| 2  | 60 389  | Flamengo    | 1–0    | Bahia            | Maracanã          | 12 de setembro | Quartas   | [ 26 ] |
| 3  | 59 502  | Flamengo    | 2–0    | Palmeiras        | Maracanã          | 31 de julho    | Oitavas   | [ 27 ] |
| 4  | 51 432  | São Paulo   | 0–1    | Atlético Mineiro | MorumBIS          | 28 de agosto   | Quartas   | [ 28 ] |
| 5  | 46 426  | Corinthians | 0–0    | Flamengo         | Neo Química Arena | 20 de outubro  | Semifinal | [ 29 ] |
| 6  | 46 018  | Bahia       | 0–1    | Flamengo         | Arena Fonte Nova  | 29 de agosto   | Quartas   | [ 30 ] |
| 7  | 45 199  | Corinthians | 3–1    | Juventude        | Neo Química Arena | 11 de setembro | Quartas   | [ 31 ] |
| 8  | 45 191  | São Paulo   | 2–0    | Goiás            | MorumBIS          | 30 de julho    | Oitavas   | [ 32 ] |
| 9  | 43 014  | Corinthians | 0–0    | Grêmio           | Neo Química Arena | 31 de julho    | Oitavas   | [ 33 ] |
| 10 | 41 752  | Flamengo    | 1–0    | Corinthians      | Maracanã          | 2 de outubro   | Semifinal | [ 34 ] |

Menores públicos
Estes são os dez menores públicos campeonato:
| Nº | Público | Mandante      | Placar | Visitante           | Estádio               | Data            | Rodada  | Ref.   |
| -- | ------- | ------------- | ------ | ------------------- | --------------------- | --------------- | ------- | ------ |
| 1  | 160     | Audax Rio     | 0–0    | Portuguesa-RJ       | Eucy Resende          | 21 de fevereiro | 1ª fase | [ 35 ] |
| 2  | 161     | Real Brasília | 2–1    | São Raimundo-RR     | Defelê                | 21 de fevereiro | 1ª fase | [ 36 ] |
| 3  | 188     | Manauara      | 1–2    | Retrô               | Carlos Zamith         | 21 de fevereiro | 1ª fase | [ 37 ] |
| 4  | 287     | Maranhão      | 1–2    | Ferroviário         | Castelão              | 28 de fevereiro | 1ª fase | [ 38 ] |
| 5  | 420     | Nova Venécia  | 1–2    | Botafogo-SP         | José Olímpio da Rocha | 20 de fevereiro | 1ª fase | [ 39 ] |
| 6  | 545     | Real Noroeste | 1–4    | Cuiabá              | José Olímpio da Rocha | 22 de fevereiro | 1ª fase | [ 40 ] |
| 7  | 585     | Operário VG   | 0–0    | Criciúma            | Arena Pantanal        | 28 de fevereiro | 1ª fase | [ 41 ] |
| 8  | 643     | River-PI      | 1–1    | Ypiranga de Erechim | Albertão              | 21 de fevereiro | 1ª fase | [ 42 ] |
| 9  | 669     | Murici        | 2–1    | Confiança           | José Gomes da Costa   | 28 de fevereiro | 1ª fase | [ 43 ] |
| 10 | 721     | Villa Nova    | 1–0    | Aparecidense        | Castor Cifuentes      | 28 de fevereiro | 1ª fase | [ 44 ] |

## Artilharia
| Gols | Jogador            | Equipe              |
| ---- | ------------------ | ------------------- |
| 7    | Pablo Vegetti      | Vasco da Gama       |
| 4    | Emiliano Rodríguez | Atlético Goianiense |
| 4    | Enner Valencia     | Internacional       |
| 3    | Alex Sandro        | Botafogo-SP         |
| 3    | Ángel Romero       | Corinthians         |
| 3    | Braga              | Águia de Marabá     |
| 3    | Cauly              | Bahia               |
| 3    | Gilberto           | Juventude           |
| 3    | Luan Dias          | Água Santa          |
| 3    | Lucas Barbosa      | Juventude           |
| 3    | Lucas Piton        | Vasco da Gama       |
| 3    | Pedro              | Flamengo            |

## Classificação geral
Oficialmente, a CBF não reconhece uma classificação geral na Copa do Brasil. A seguir, uma tabela classificando os clubes de acordo com a fase alcançada, considerando como critério de desempate — após os próprios critérios de desempate da competição — a ordem alfabética.
| Classificação final                                     | Classificação final  | Classificação final | Classificação final | Classificação final | Classificação final | Classificação final | Classificação final | Classificação final | Classificação final | Classificação final | Classificação final |
| Pos.                                                    | Equipes              | P                   | J                   | V                   | E                   | D                   | GP                  | GC                  | SG                  |                     |                     |
| ------------------------------------------------------- | -------------------- | ------------------- | ------------------- | ------------------- | ------------------- | ------------------- | ------------------- | ------------------- | ------------------- | ------------------- | ------------------- |
| Campeão e classificado para a Copa Libertadores de 2025 |                      |                     |                     |                     |                     |                     |                     |                     |                     |                     |                     |
| 1                                                       | Flamengo             | 25                  | 10                  | 8                   | 1                   | 1                   | 11                  | 2                   | +9                  |                     |                     |
| Vice-campeão                                            |                      |                     |                     |                     |                     |                     |                     |                     |                     |                     |                     |
| 2                                                       | Atlético Mineiro     | 15                  | 10                  | 4                   | 3                   | 3                   | 12                  | 9                   | +3                  |                     |                     |
| Eliminados nas semifinais                               |                      |                     |                     |                     |                     |                     |                     |                     |                     |                     |                     |
| 3                                                       | Corinthians          | 18                  | 10                  | 5                   | 3                   | 2                   | 13                  | 6                   | +7                  |                     |                     |
| 4                                                       | Vasco da Gama        | 14                  | 10                  | 3                   | 5                   | 2                   | 16                  | 14                  | +2                  |                     |                     |
| Eliminados nas quartas de final                         |                      |                     |                     |                     |                     |                     |                     |                     |                     |                     |                     |
| 5                                                       | Juventude            | 15                  | 8                   | 4                   | 3                   | 1                   | 14                  | 11                  | +3                  |                     |                     |
| 6                                                       | Bahia                | 14                  | 8                   | 4                   | 2                   | 2                   | 11                  | 5                   | +6                  |                     |                     |
| 7                                                       | Athletico Paranaense | 12                  | 6                   | 4                   | 0                   | 2                   | 12                  | 7                   | +5                  |                     |                     |
| 8                                                       | São Paulo            | 11                  | 6                   | 3                   | 2                   | 1                   | 7                   | 2                   | +5                  |                     |                     |
| Eliminados nas oitavas de final                         |                      |                     |                     |                     |                     |                     |                     |                     |                     |                     |                     |
| 9                                                       | Atlético Goianiense  | 13                  | 6                   | 4                   | 1                   | 1                   | 12                  | 6                   | +6                  |                     |                     |
| 10                                                      | CRB                  | 11                  | 6                   | 3                   | 2                   | 1                   | 6                   | 5                   | +1                  |                     |                     |
| 11                                                      | Fluminense           | 7                   | 4                   | 2                   | 1                   | 1                   | 8                   | 5                   | +3                  |                     |                     |
| 12                                                      | Botafogo             | 7                   | 4                   | 2                   | 1                   | 1                   | 4                   | 3                   | +1                  |                     |                     |
| 13                                                      | Palmeiras            | 7                   | 4                   | 2                   | 1                   | 1                   | 3                   | 3                   | 0                   |                     |                     |
| 14                                                      | Grêmio               | 6                   | 4                   | 1                   | 3                   | 0                   | 3                   | 1                   | +2                  |                     |                     |
| 15                                                      | Red Bull Bragantino  | 4                   | 4                   | 1                   | 1                   | 2                   | 6                   | 6                   | 0                   |                     |                     |
| 16                                                      | Goiás                | 4                   | 4                   | 1                   | 1                   | 2                   | 1                   | 3                   | –2                  |                     |                     |
| Eliminados na terceira fase                             |                      |                     |                     |                     |                     |                     |                     |                     |                     |                     |                     |
| 17                                                      | Internacional        | 7                   | 4                   | 2                   | 1                   | 1                   | 6                   | 3                   | +3                  |                     |                     |
| 17                                                      | Sport                | 7                   | 4                   | 2                   | 1                   | 1                   | 6                   | 3                   | +3                  |                     |                     |
| 19                                                      | Cuiabá               | 7                   | 4                   | 2                   | 1                   | 1                   | 5                   | 2                   | +3                  |                     |                     |
| 20                                                      | Botafogo-SP          | 7                   | 4                   | 2                   | 1                   | 1                   | 5                   | 4                   | +1                  |                     |                     |
| 21                                                      | Ypiranga de Erechim  | 7                   | 4                   | 2                   | 1                   | 1                   | 5                   | 5                   | 0                   |                     |                     |
| 22                                                      | Sousa                | 7                   | 4                   | 2                   | 1                   | 1                   | 4                   | 4                   | 0                   |                     |                     |
| 23                                                      | América de Natal     | 6                   | 4                   | 2                   | 0                   | 2                   | 7                   | 5                   | +2                  |                     |                     |
| 24                                                      | Águia de Marabá      | 6                   | 4                   | 2                   | 0                   | 2                   | 7                   | 7                   | 0                   |                     |                     |
| 25                                                      | Amazonas             | 6                   | 4                   | 2                   | 0                   | 2                   | 2                   | 2                   | 0                   |                     |                     |
| 26                                                      | Fortaleza            | 6                   | 4                   | 1                   | 3                   | 0                   | 6                   | 3                   | +3                  |                     |                     |
| 27                                                      | Operário-PR          | 5                   | 4                   | 1                   | 2                   | 1                   | 3                   | 3                   | 0                   |                     |                     |
| 28                                                      | Brusque              | 4                   | 4                   | 1                   | 1                   | 2                   | 4                   | 6                   | –2                  |                     |                     |
| 29                                                      | Criciúma             | 2                   | 4                   | 0                   | 2                   | 2                   | 1                   | 4                   | –3                  |                     |                     |
| 30                                                      | Sampaio Corrêa       | 2                   | 4                   | 0                   | 2                   | 2                   | 1                   | 5                   | –4                  |                     |                     |
| 31                                                      | Vitória              | 0                   | 2                   | 0                   | 0                   | 2                   | 1                   | 3                   | –2                  |                     |                     |
| 32                                                      | Ceará                | 0                   | 2                   | 0                   | 0                   | 2                   | 0                   | 2                   | –2                  |                     |                     |
| Eliminados na segunda fase                              |                      |                     |                     |                     |                     |                     |                     |                     |                     |                     |                     |
| 33                                                      | Água Santa           | 4                   | 2                   | 1                   | 1                   | 0                   | 5                   | 4                   | +1                  |                     |                     |
| 34                                                      | Caxias               | 4                   | 2                   | 1                   | 1                   | 0                   | 3                   | 2                   | +1                  |                     |                     |
| 34                                                      | Murici               | 4                   | 2                   | 1                   | 1                   | 0                   | 3                   | 2                   | +1                  |                     |                     |
| 36                                                      | Brasiliense          | 4                   | 2                   | 1                   | 1                   | 0                   | 2                   | 1                   | +1                  |                     |                     |
| 36                                                      | Ferroviário          | 4                   | 2                   | 1                   | 1                   | 0                   | 2                   | 1                   | +1                  |                     |                     |
| 36                                                      | Retrô                | 4                   | 2                   | 1                   | 1                   | 0                   | 2                   | 1                   | +1                  |                     |                     |
| 39                                                      | Nova Iguaçu          | 3                   | 2                   | 1                   | 0                   | 1                   | 8                   | 2                   | +6                  |                     |                     |
| 40                                                      | Maringá              | 3                   | 2                   | 1                   | 0                   | 1                   | 2                   | 1                   | +1                  |                     |                     |
| 41                                                      | Petrolina            | 3                   | 2                   | 1                   | 0                   | 1                   | 3                   | 3                   | 0                   |                     |                     |
| 42                                                      | Anápolis             | 3                   | 2                   | 1                   | 0                   | 1                   | 2                   | 2                   | 0                   |                     |                     |
| 43                                                      | Real Brasília        | 3                   | 2                   | 1                   | 0                   | 1                   | 3                   | 4                   | –1                  |                     |                     |
| 44                                                      | Athletic             | 3                   | 2                   | 1                   | 0                   | 1                   | 1                   | 2                   | –1                  |                     |                     |
| 44                                                      | Porto Velho          | 3                   | 2                   | 1                   | 0                   | 1                   | 1                   | 2                   | –1                  |                     |                     |
| 44                                                      | São Bernardo         | 3                   | 2                   | 1                   | 0                   | 1                   | 1                   | 2                   | –1                  |                     |                     |
| 44                                                      | Villa Nova           | 3                   | 2                   | 1                   | 0                   | 1                   | 1                   | 2                   | –1                  |                     |                     |
| 48                                                      | Capital-TO           | 3                   | 2                   | 1                   | 0                   | 1                   | 2                   | 4                   | –2                  |                     |                     |
| 48                                                      | São Luiz             | 3                   | 2                   | 1                   | 0                   | 1                   | 2                   | 4                   | –2                  |                     |                     |
| 50                                                      | ABC                  | 2                   | 2                   | 0                   | 2                   | 0                   | 2                   | 2                   | 0                   |                     |                     |
| 51                                                      | Portuguesa-RJ        | 2                   | 2                   | 0                   | 2                   | 0                   | 0                   | 0                   | 0                   |                     |                     |
| 52                                                      | Paysandu             | 1                   | 2                   | 0                   | 1                   | 1                   | 1                   | 3                   | –2                  |                     |                     |

| Classificação final         | Classificação final | Classificação final | Classificação final | Classificação final | Classificação final | Classificação final | Classificação final | Classificação final | Classificação final | Classificação final | Classificação final |
| Pos.                        | Equipes             | P                   | J                   | V                   | E                   | D                   | GP                  | GC                  | SG                  |                     |                     |
| --------------------------- | ------------------- | ------------------- | ------------------- | ------------------- | ------------------- | ------------------- | ------------------- | ------------------- | ------------------- | ------------------- | ------------------- |
| Eliminados na primeira fase |                     |                     |                     |                     |                     |                     |                     |                     |                     |                     |                     |
| 53                          | Humaitá             | 1                   | 1                   | 0                   | 1                   | 0                   | 1                   | 1                   | 0                   |                     |                     |
| 53                          | River-PI            | 1                   | 1                   | 0                   | 1                   | 0                   | 1                   | 1                   | 0                   |                     |                     |
| 53                          | Treze               | 1                   | 1                   | 0                   | 1                   | 0                   | 1                   | 1                   | 0                   |                     |                     |
| 56                          | Audax Rio           | 1                   | 1                   | 0                   | 1                   | 0                   | 0                   | 0                   | 0                   |                     |                     |
| 56                          | Iguatu              | 1                   | 1                   | 0                   | 1                   | 0                   | 0                   | 0                   | 0                   |                     |                     |
| 56                          | Ji-Paraná           | 1                   | 1                   | 0                   | 1                   | 0                   | 0                   | 0                   | 0                   |                     |                     |
| 56                          | Operário VG         | 1                   | 1                   | 0                   | 1                   | 0                   | 0                   | 0                   | 0                   |                     |                     |
| 56                          | Operário-MS         | 1                   | 1                   | 0                   | 1                   | 0                   | 0                   | 0                   | 0                   |                     |                     |
| 56                          | Rio Branco-AC       | 1                   | 1                   | 0                   | 1                   | 0                   | 0                   | 0                   | 0                   |                     |                     |
| 62                          | Coritiba            | 0                   | 1                   | 0                   | 0                   | 1                   | 2                   | 3                   | –1                  |                     |                     |
| 62                          | FC Cascavel         | 0                   | 1                   | 0                   | 0                   | 1                   | 2                   | 3                   | –1                  |                     |                     |
| 64                          | Confiança           | 0                   | 1                   | 0                   | 0                   | 1                   | 1                   | 2                   | –1                  |                     |                     |
| 64                          | Costa Rica          | 0                   | 1                   | 0                   | 0                   | 1                   | 1                   | 2                   | –1                  |                     |                     |
| 64                          | Ituano              | 0                   | 1                   | 0                   | 0                   | 1                   | 1                   | 2                   | –1                  |                     |                     |
| 64                          | Jacuipense          | 0                   | 1                   | 0                   | 0                   | 1                   | 1                   | 2                   | –1                  |                     |                     |
| 64                          | Manauara            | 0                   | 1                   | 0                   | 0                   | 1                   | 1                   | 2                   | –1                  |                     |                     |
| 64                          | Maranhão            | 0                   | 1                   | 0                   | 0                   | 1                   | 1                   | 2                   | –1                  |                     |                     |
| 64                          | Nova Venécia        | 0                   | 1                   | 0                   | 0                   | 1                   | 1                   | 2                   | –1                  |                     |                     |
| 64                          | São Raimundo-RR     | 0                   | 1                   | 0                   | 0                   | 1                   | 1                   | 2                   | –1                  |                     |                     |
| 64                          | Tocantinópolis      | 0                   | 1                   | 0                   | 0                   | 1                   | 1                   | 2                   | –1                  |                     |                     |
| 73                          | Aparecidense        | 0                   | 1                   | 0                   | 0                   | 1                   | 0                   | 1                   | –1                  |                     |                     |
| 73                          | GAS                 | 0                   | 1                   | 0                   | 0                   | 1                   | 0                   | 1                   | –1                  |                     |                     |
| 73                          | Independente-AP     | 0                   | 1                   | 0                   | 0                   | 1                   | 0                   | 1                   | –1                  |                     |                     |
| 73                          | Itabaiana           | 0                   | 1                   | 0                   | 0                   | 1                   | 0                   | 1                   | –1                  |                     |                     |
| 73                          | Olaria              | 0                   | 1                   | 0                   | 0                   | 1                   | 0                   | 1                   | –1                  |                     |                     |
| 73                          | Portuguesa Santista | 0                   | 1                   | 0                   | 0                   | 1                   | 0                   | 1                   | –1                  |                     |                     |
| 73                          | Remo                | 0                   | 1                   | 0                   | 0                   | 1                   | 0                   | 1                   | –1                  |                     |                     |
| 73                          | Tombense            | 0                   | 1                   | 0                   | 0                   | 1                   | 0                   | 1                   | –1                  |                     |                     |
| 73                          | Volta Redonda       | 0                   | 1                   | 0                   | 0                   | 1                   | 0                   | 1                   | –1                  |                     |                     |
| 82                          | Marcílio Dias       | 0                   | 1                   | 0                   | 0                   | 1                   | 1                   | 3                   | –2                  |                     |                     |
| 82                          | União Rondonópolis  | 0                   | 1                   | 0                   | 0                   | 1                   | 1                   | 3                   | –2                  |                     |                     |
| 84                          | América Mineiro     | 0                   | 1                   | 0                   | 0                   | 1                   | 0                   | 2                   | –2                  |                     |                     |
| 84                          | ASA                 | 0                   | 1                   | 0                   | 0                   | 1                   | 0                   | 2                   | –2                  |                     |                     |
| 84                          | Cruzeiro            | 0                   | 1                   | 0                   | 0                   | 1                   | 0                   | 2                   | –2                  |                     |                     |
| 87                          | Real Noroeste       | 0                   | 1                   | 0                   | 0                   | 1                   | 1                   | 4                   | –3                  |                     |                     |
| 88                          | Cianorte            | 0                   | 1                   | 0                   | 0                   | 1                   | 0                   | 3                   | –3                  |                     |                     |
| 88                          | Fluminense-PI       | 0                   | 1                   | 0                   | 0                   | 1                   | 0                   | 3                   | –3                  |                     |                     |
| 90                          | Moto Club           | 0                   | 1                   | 0                   | 0                   | 1                   | 0                   | 4                   | –4                  |                     |                     |
| 90                          | Trem                | 0                   | 1                   | 0                   | 0                   | 1                   | 0                   | 4                   | –4                  |                     |                     |
| 92                          | Itabuna             | 0                   | 1                   | 0                   | 0                   | 1                   | 0                   | 8                   | –8                  |                     |                     |

Legenda:
| Campeão Vice-campeão | Eliminados nas semifinais Eliminados nas quartas de final | Eliminados nas oitavas de final Eliminados na 3.ª fase | Eliminados na 2.ª fase Eliminados na 1.ª fase |